# Howard Donald
Howard Paul Donald, född 28 april 1968 i Manchester i England, är en brittisk sångare, musiker, låtskrivare och dansare. Han är mest känd som medlem i Take That.

## Bakgrund
Donald är son till Keith och Kathleen Donald och är uppvuxen i en familj med många syskon. Donalds far var dansare och arbetade som danslärare i latinamerikansk dans.
Efter skolan arbetade Donald på en bilverkstad med att sprutlackera och laga bilar. Han jobbade samtidigt extra som fotomodell och dansare. På helgerna brukade Donald besöka och delta i Manchesters växande breakdansrörelse och träffade därigenom framtida bandkollegan Jason Orange.

## Musikkarriär

### Take That
Take That slog igenom 1990 och var under det tidiga 1990-talet ett av Europas största popband. Under bandets första år tvingade bandets dåvarande manager, Nigel Martin-Smith, Donald att ljuga om sin ålder, då Martin-Smith ansåg att Donald vid 22 års ålder var för gammal för att vara med i ett pojkband. Donald hade direktiv från Martin-Smith om att uppge att han var född 1970 istället för 1968. 
Take That splittrades den 13 februari 1996. I TV-dokumentären Take That for the Record från 2006 berättar Donald att han efter bandet splittring blev så deprimerad att han övervägde självmord. Bandet återförenades 2005 och är idag ett av Storbritanniens allra största liveband.
Under Take Thats liveframträdenden genom åren har en av Donalds dansspecialiteter varit att slå volter och gå ner i spagat, något som också har lett till att han har skadat sig flera gånger under livekonserter. 1994 hoppade hans ena långfinger ur led efter en volt med misslyckad landning.  2007 punkterade Donald lungan på scen efter att ha hjulat, slagit två bakåtvolter och landat i spagat. Donald fullföljde konserten med punkterad lunga. Efter den punkterade lungan 2007 tillåter bandets försäkringsbolag inte längre Donald att slå volter på scen. 

### Solokarriär
Efter Take Thats splittring 1996 spelade Donald in en soloskiva, som skivbolaget sedan valde att aldrig släppa. Låten som skulle ha blivit den första singeln från skivan, Speak Without Words, cirkulerar idag inofficiellt på internet.

## DJ-karriär
Under slutet av 1990-talet påbörjade Donald en ny karriär som DJ. Sedan Take That återförenades 2005 har han också fortsatt att jobba parallellt som DJ.

## Övriga framträdanden
2019 var Donald en av programledarna i bil- och motorprogrammet Mission Ignition på brittisk tv.
2021 medverkade Donald som "Zip" i The Masked Dancer på brittisk tv. Donald slutade på en tredjeplats. 

## Privatliv
Sedan januari 2015 har Donald varit gift med illustratören Katie Halil. Paret har två söner, Bowie Taylan född januari 2016 och Dougie Bear född februari 2017. Donald är far till två döttrar från två tidigare förhållanden, Grace född juni 1998 och Lola född februari 2005.

## Diskografi
Singlar
- 2002 – "Take Control" (H.A.N.Z. & Khetama med Howard Donald)

DJ Mix
- 2004 – Arrival Vol.1 - The Ultimate House Mix (2xCD) (Howard Donald och Ralf Gum)

## Fotnoter
1. 1 2  ”Tape That Take That 1992”. https://www.youtube.com/watch?v=jG93JecX-PE. Läst 20 september 2022.
2. 1 2  ”Events That Made Me with Liz Taylor: Howard Donald, Take That on Apple Podcasts” (på brittisk engelska). Apple Podcasts. https://podcasts.apple.com/gb/podcast/howard-donald-take-that/id1513208697?i=1000514151783. Läst 20 september 2022.
3. ↑  ”Me and My Motor: Howard Donald, star of Take That on his cars and racing at the Silverstone Classic” (på brittisk engelska). Driving.co.uk from The Sunday Times. 26 juli 2017. https://www.driving.co.uk/news/interview/mamm/me-and-my-motor-howard-donald-star-of-take-that/. Läst 20 september 2022.
4. ↑  Bourne, Dianne (12 november 2014). ”The @TakeThat lads tell us why Manchester tour dates are always "so special"” (på engelska). Manchester Evening News. http://www.manchestereveningnews.co.uk/whats-on/music-nightlife-news/take-that-its-always-special-8092465. Läst 20 september 2022.
5. ↑  ”Xposé Meets Take That”. https://www.youtube.com/watch?v=naTUju447XM. Läst 20 september 2022.
6. ↑  Manchester Evening News 21 april 2006.
7. ↑  ”Gary Barlow: Mark Owen dislocated Howard Donald's finger during Take That live show” (på brittisk engelska). uk.news.yahoo.com. https://uk.news.yahoo.com/gary-barlow-take-that-90s-dislocated-finger-095949835.html. Läst 20 september 2022.
8. ↑  ”Take That star in hospital with collapsed lung after stage plunge”. Mail Online. https://www.dailymail.co.uk/tvshowbiz/article-490054/Take-That-star-hospital-collapsed-lung-stage-plunge.html. Läst 20 september 2022.
9. ↑  ”Howard Donald-Speak Without Words”. https://www.youtube.com/watch?v=FBoDz7qYm1Q. Läst 20 september 2022.
10. ↑  ”Take That's Howard Donald will host a new motoring TV series” (på engelska). Smooth. https://www.smoothradio.com/news/entertainment/howard-donald-mission-ignition-channel-4/. Läst 20 september 2022.
11. ↑  Metro: Howard Donald married: Take That star and Katie Halil get hitched with two-day wedding